# Conisania magdalene
Conisania magdalene är en fjärilsart som beskrevs av Charles Oberthür 1896. Conisania magdalene ingår i släktet Conisania och familjen nattflyn. Inga underarter finns listade i Catalogue of Life.